# Impasse du Cimetière-de-Croix-Daurade
L'impasse du Cimetière-de-Croix-Daurade (en occitan : carlòt del Cementeri de Crotz Daurada) est une voie de Toulouse, chef-lieu de la région Occitanie, dans le Midi de la France.

## Situation et accès

### Description
L'impasse du Cimetière-de-Croix-Daurade est une voie publique. Elle se trouve au cœur du quartier de Croix-Daurade, dans le secteur 2 - Nord.

### Voies rencontrées
L'impasse du Cimetière-de-Croix-Daurade rencontre les voies suivantes, dans l'ordre des numéros croissants (« g » indique que la rue se situe à gauche, « d » à droite) :
1. Route d'Albi
2. Passage du Castelet - accès piéton

## Odonymie
L'impasse tient son nom du cimetière du quartier de Croix-Daurade qu'elle dessert.